# Cirse maraîcher
Cirsium oleraceum
Espèce
Classification phylogénétique
Le Cirse maraîcher (Cirsium oleraceum), appelé également Cirse faux-épinard, est une espèce de plante à fleurs appartenant au genre Cirsium et à la famille des Astéracées (ou Composées). Assez courant dans le nord et l'est de la France, il est à peu près inexistant dans le Sud et dans l'Ouest.

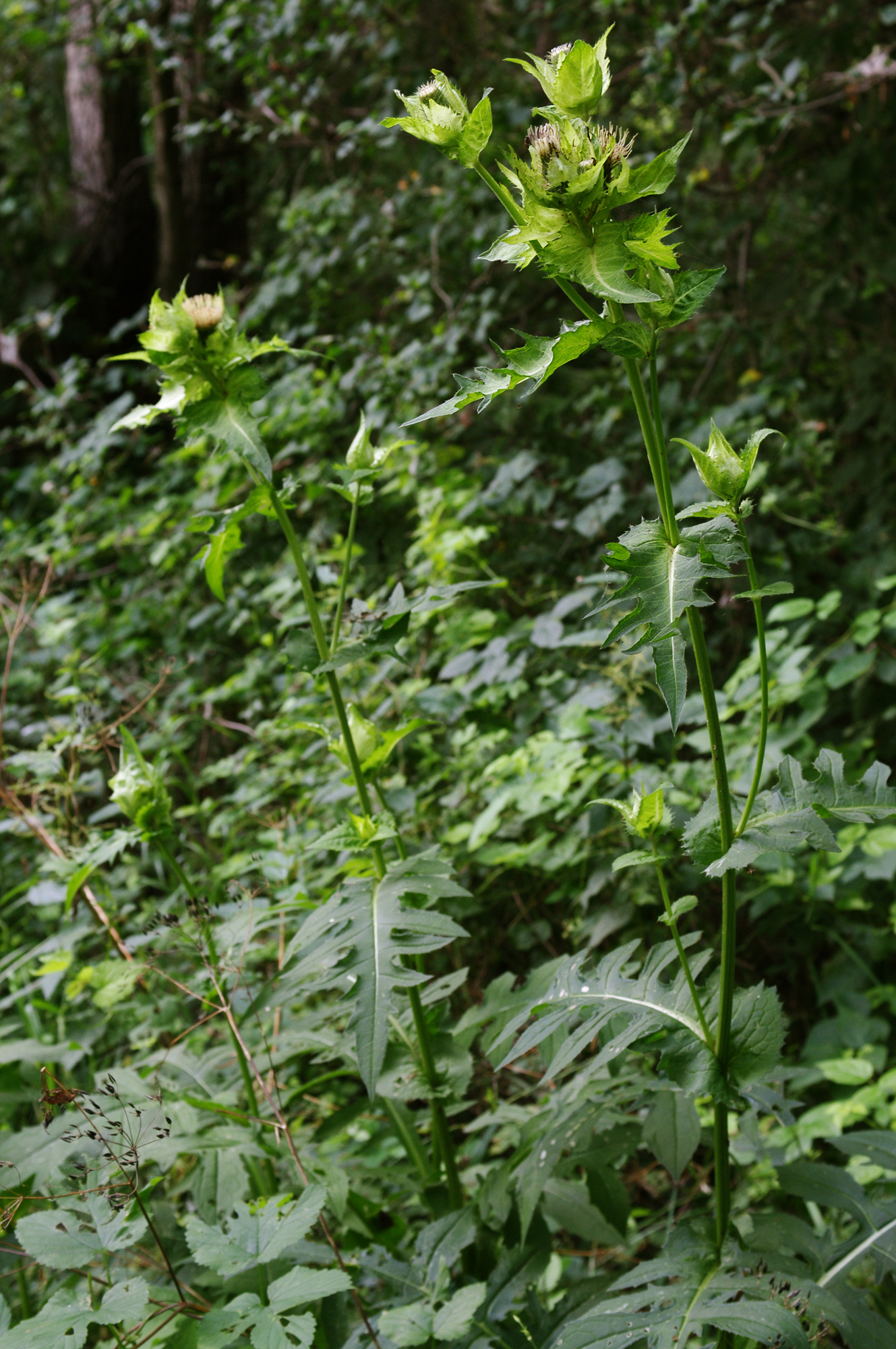
Cirse maraîcher.

## Description

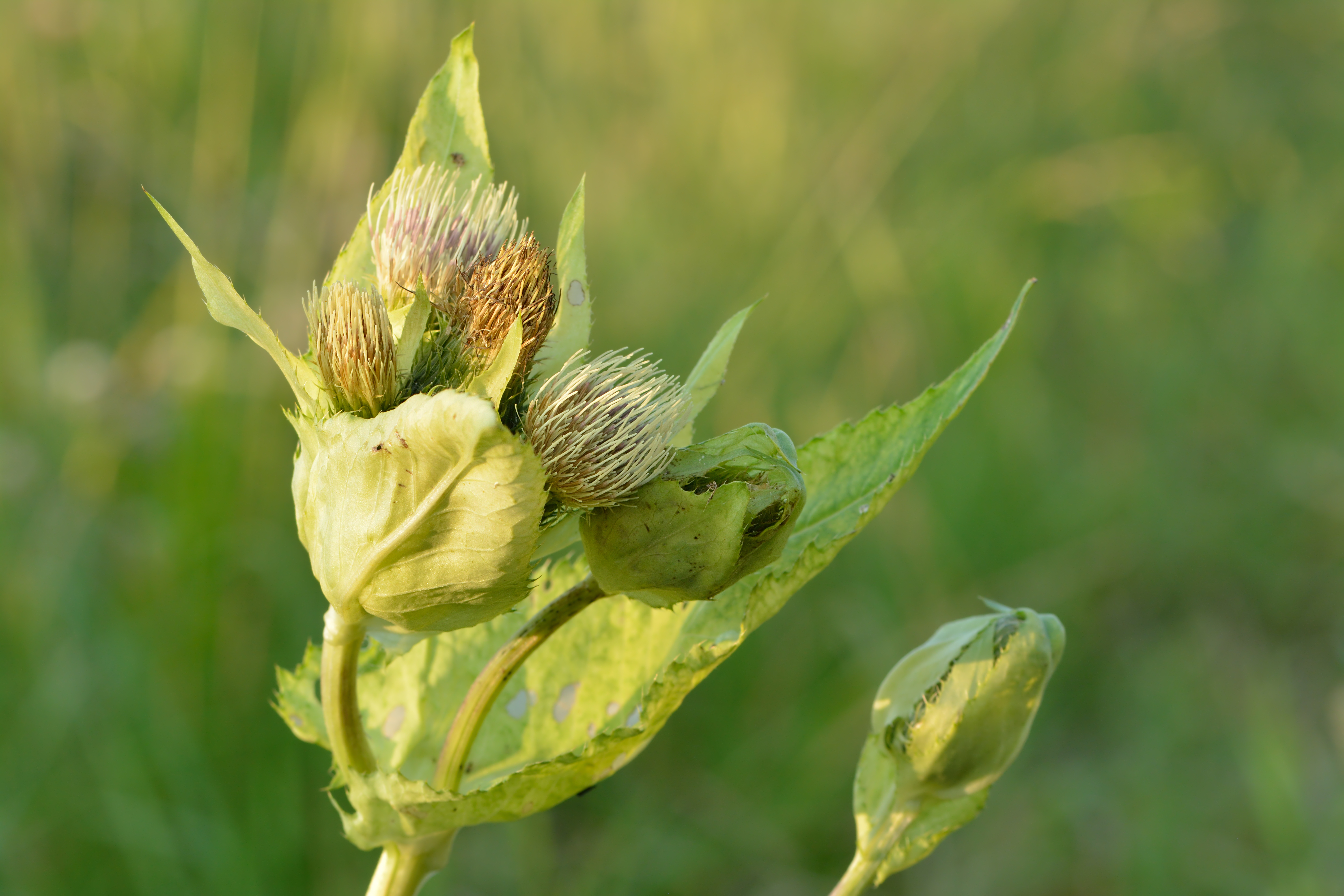

Plante vivace, moyenne ou grande (jusqu'à 1,50 m), robuste et à tige dressée, à nombreuses feuilles alternes et sessiles, peu épineuses, celles de la base pennatilobées, les supérieures entières à marge dentée. Capitules ovoïdes groupés au sommet de la tige, enveloppés de bractées foliacées épineuses et jaunâtres. Les bractées moyennes sont linéaires et épineuses, souvent recourbées, recouvertes au début de la floraison de filaments arachnéens. Fleurons tous tubulés, jaune paille à blanchâtres. Il existe une forme à fleurs violacées. Les fruits sont des akènes à pappus blanc roussâtre.

## Répartition
On trouve le Cirse maraîcher en Europe sous des climats continentaux. Il pousse spontanément dans les prairies et bois humides. 

## Usage alimentaire
Il est cueilli pour ses feuilles, jeunes pousses et ses racines renflées.

## Espèces voisines
Cirsium erisithales (le Cirse glutineux), Cirsium spinosissimum (le Cirse épineux).

## Caractéristiques
- Organes reproducteurs :
  - Type d'inflorescence : racème de capitules
  - Répartition des sexes : hermaphrodite
  - Type de pollinisation : entomogame, autogame
  - Période de floraison : juillet-août
- Graine :
  - Type de fruit : akène
  - Mode de dissémination : anémochore
- Habitat et répartition :
  - Habitat type : mégaphorbiaies planitiaires-collinéennes, mésotrophiles, neutrophiles
  - Aire de répartition : eurasiatique septentrional

Données d'après : Julve, Ph., 1998 ff. - Baseflor. Index botanique, écologique et chorologique de la flore de France. Version : 23 avril 2004. 